# Vrăjitoare

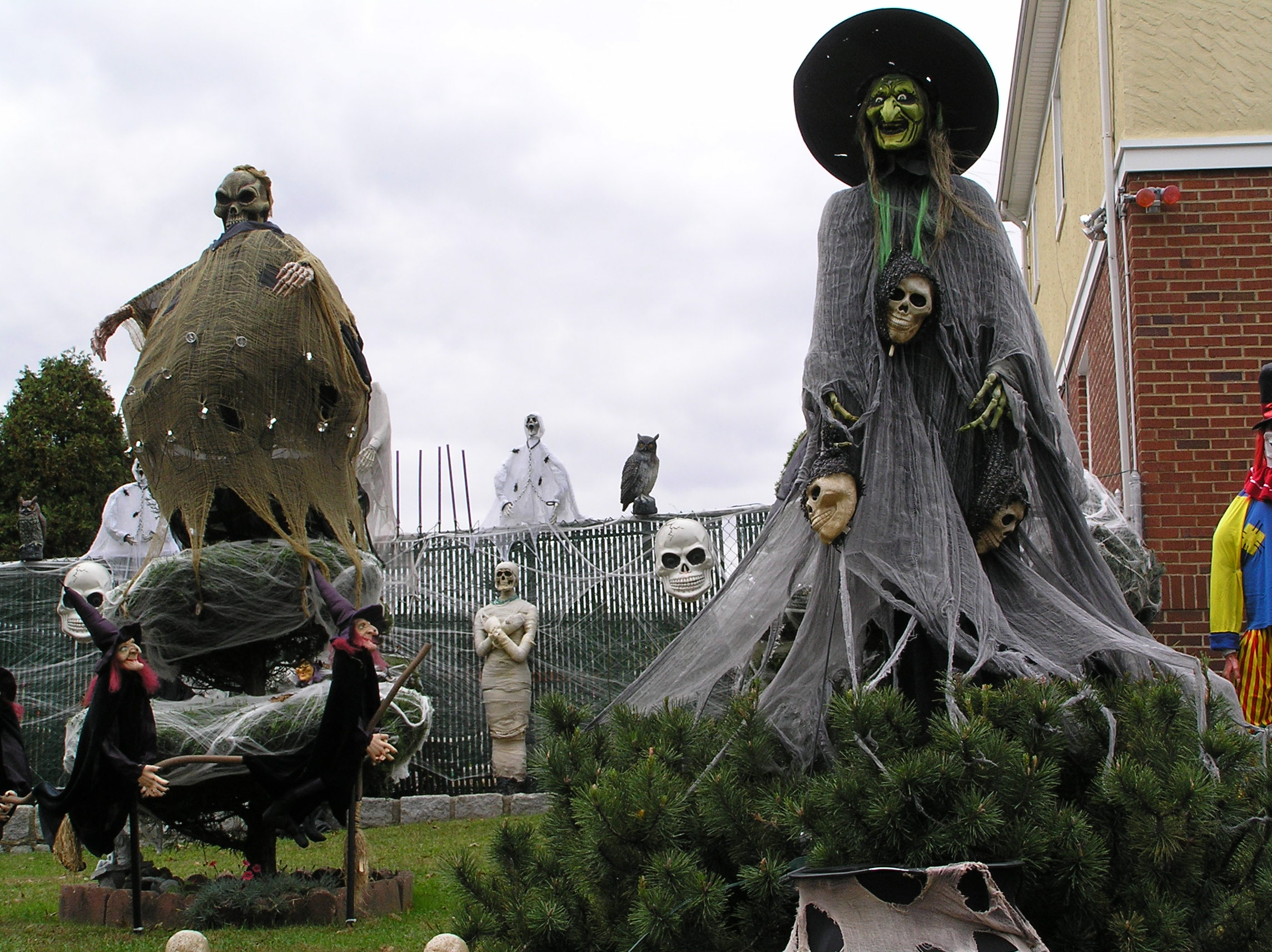
Vrăjitoare de Halloween

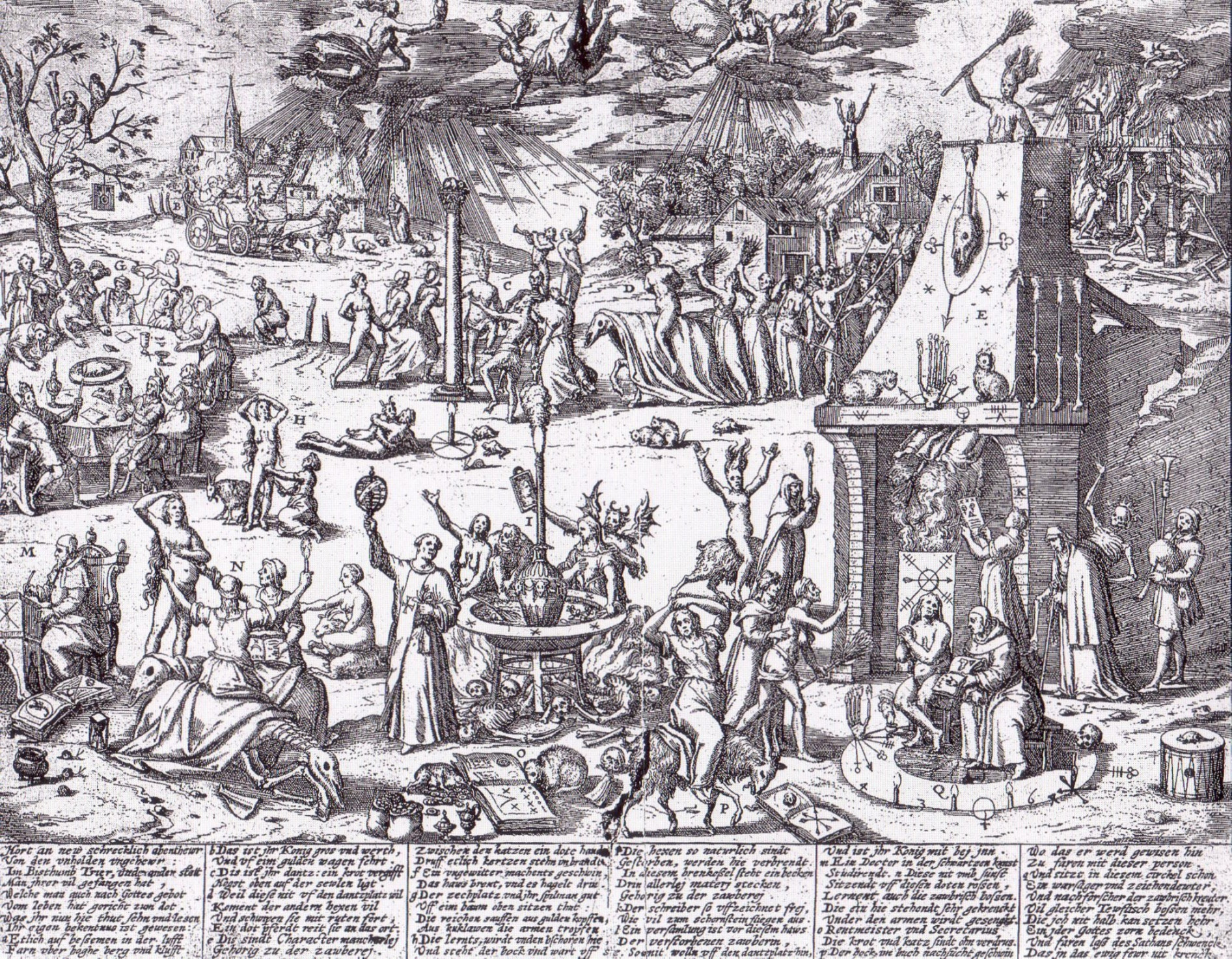
Dansul vrăjitoarelor în Trier (Foileton, 1594)

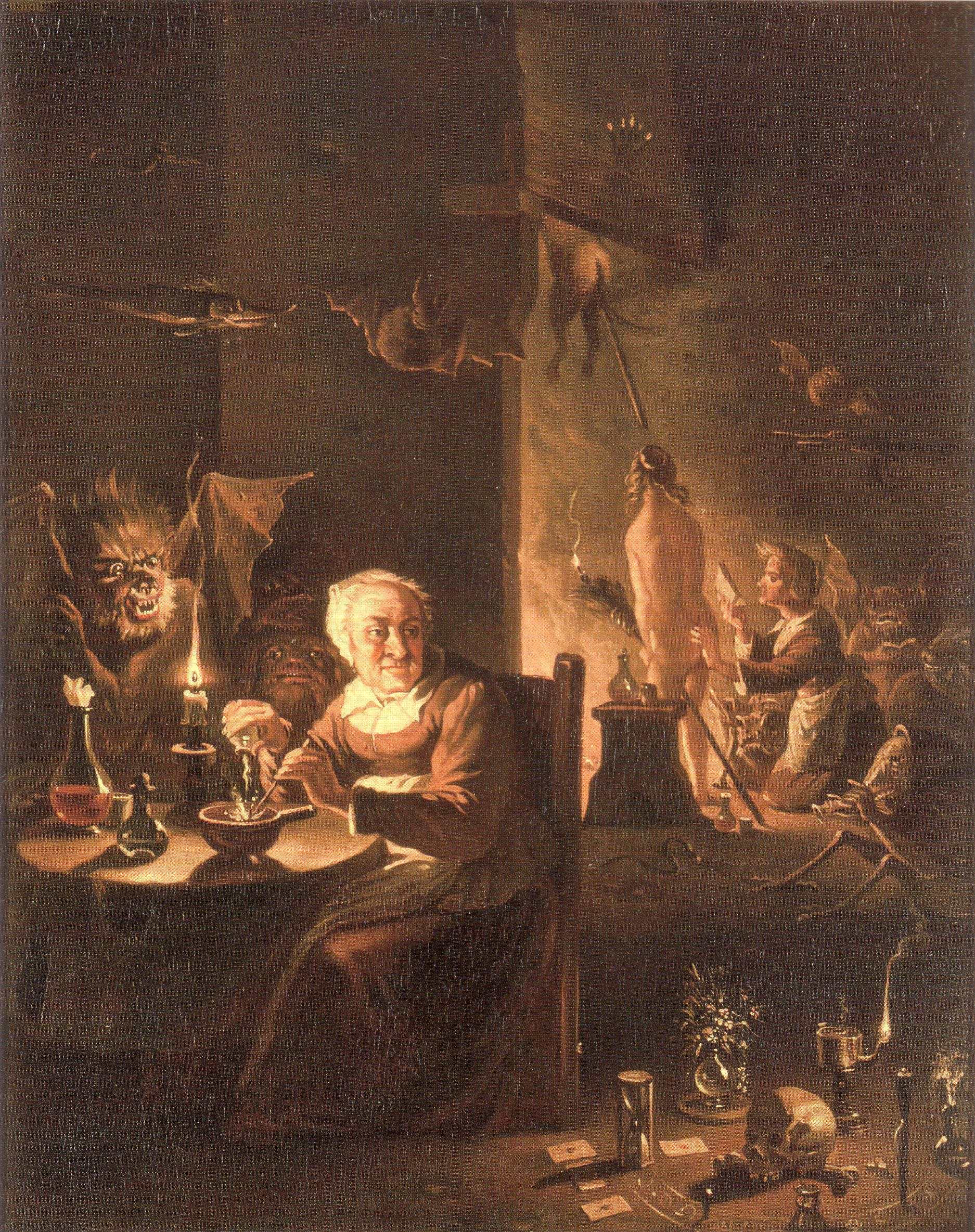
Vrăjitoare (1700)

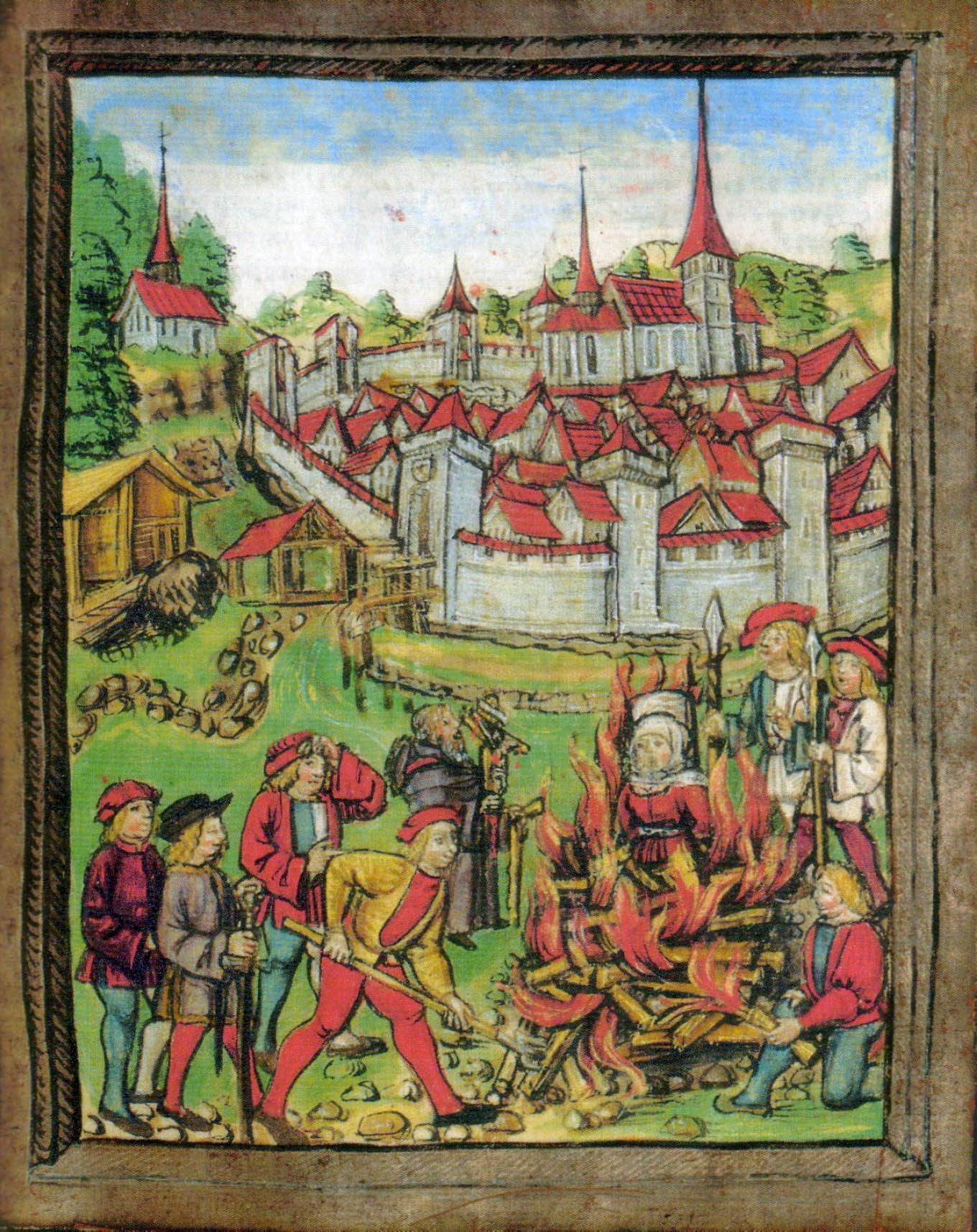
Arderea pe rug a unei vrăjitoare în Willisau (Elveția), 1447

O vrăjitoare, în credința populară, era o femeie cu puteri magice, ce putea realiza vindecări miraculoase, sau poate aduce nenorociri, după perioada de creștinizare fiind considerată ca fiind în legătură de alianță cu demonii lui Lucifer.
În perioada evului mediu de suprimare a vrăjitoarelor, din motive de ură invidie, puteau fi înlăturate cu pretextul învinuirii de vrăjitorie puteau fi condamnate persoane de ambele sexe, dar mai ales femei. 
În această perioadă se diferențiează două feluri de vrăjitori/vrăjitoare pe care le distingeau cu două cuvinte a limbii latine:
- striga „vrăjitoarea cu mătură” – ea fiind în perioada din înaintea creștinismului făcătoarea de farmece, femeia-vraci, care conform credințelor putea înfățișa forma diferitelor animale
- malefica (feminin), mai rar maleficus (masculin) – însemnând „făcătoare” (f) - „făcător” (m) sau „dăunătoare” (f) - „dăunător” (m), acestea sunt efectiv vrăjitoarea și maistrul vrăjitor, zis "succubus" și "incubus".

## Etimologie
- termenul poate fi găsit în Europa începând ca. din anul 1000
- provine din basme, povești asociat cu atribuții de canibalism, și puteri supranaturale
- din biblie provine termenul de vrăjitorie și pepdepsirea celor ce o practică
- acest termen a fost mai precis conturat în actele de condamnare a vrăjitorilor din evul mediu, care procese erau considerate ca o măsură de salvare a unui suflet păcătos.

## Credința în existența vrăjitoarelor
Provine din timpurile religiilor politeiste, anterioare creștinismului, când se credea în zâne bune iar cele rele fiind vrăjitoarele, care erau frecvent de sex feminin. Nuielele rupte din gard, sau cozile de mătură erau folosite pentru zbor de vrăjitoare. Credința despre puterile lor miraculoase de vindecare cu ierburi de leac provine din timpul anterior creștinismului.

## Prigoana vrăjitoarelor
Biserica consideră că actul magic este impur, pentru că practicantul crede într-o eficacitate a cuvântului și a ritualului în sine. Represiunea vrăjitoriei a funcționat prin valuri succesive iar vrăjitoarele au fost acuzate de satanism, dar și de a fi adus ciuma. Perioada de apogeu a acestor procese odioase este atinsă în perioada 1450 - 1750, cu toate că masele denunță deja vrăjitoare într-o perioadă anterioară autoritățile nu i-au luat măsuri de pedepsire a acestora.
Motivul principal al prigonirii vrăjitoarelor de către inchiziție nu sunt de fapt vrăjitoarele ci pedepsirea ereticilor, pentru a împiedica extinderea ereziei.
Instituționalizarea proceselor de vrăjitorie în Transilvania, s-a făcut sub domnia principelui Mihai Apafi I. Astfel, primele procese de vrăjitoare s-au derulat în secolul XVI-lea, 25 dintre ele petrecându-se în orașele Cluj și Dej. Unul din cele mai lungi procese transilvănene s-a dezbătut la Sibiu, și dateaza din anul 1718 și se intinde pe o perioadă de peste trei ani. În anul 1730 Tóth Borka din localitatea Sarollyan a fost condamnată la moarte și arsă pe rug la Carei, iar în anul 1745 vrăjitoarele Rekettye Pila și Varga Anna din comuna Csaszló, au fost interogate și supuse la chinuri groaznice, condamnate la moarte și arse pe rug în oraș. Procesele vrăjitoarelor pe teritoriul Transilvaniei au fost interzise în 1768 de împărăteasa Maria Terezia.
Biserica catolică își justifica intervențiile împotriva unor persoane socotite vrăjitoare, printr-un pasaj din Vechiul Testament (Cartea lui Moise) care spunea: "Nu lăsa să trăiască vrăjitoarea sau femeia ghicitoare".
Sfântul Scaun timp de sașe secole a emis circa 100 Bule Papale care condamnau practicile eretice. Seria bulelor culminează, în 5 decembrie 1484, cu vestita "Summis desiderantes affectibus", emisă de papa Inocențiu al VIII-lea, care a dat semnalul declanșării vânătorii.
Inchizitorii dominicani, Jacob Spenger și Heinrich Kramer au publicat în 1486, cartea "Malleus maleficarum" (Lovituri împotriva vrăjitoarelor), care până anul 1520 s-a publicat de 13 ori. Acesta carte timp de trei secole, a rămas manualul urmăririi, torturării și judecării vrăjitoarelor.
În 1491 Facultatea de Teologie din Universitatea din Köln, a avertizat societatea credincioșilor că oricine îndrăznește să pună la îndoială existența vrăjitoarelor, implicit atrage amenințarea inchiziției în sine.
Din anii 1520 isteria vrăjitoarelor făcea ravagii în toată Europa. La mijlocul secolului, catolicii și protestanții au ars sute de vrăjitoare. Arhiepiscopul de Trier, de exemplu, între 1587 și 1593 a trimis 368 de vrăjitoare pe rug (inclusiv pe consilierul prințial Dietrich Flade, rector al universității locale). În 1585 episcopul de Genova a dat 500 de sentințe de ardere pe rug, iar prinț-primatul de Bamberg între 1623 și 1633 a trimis 600 vrăjitoare pe rug. Iar prinț-primatul de Würzburg, Filip Adolf la începutul secolului XVII-lea a trimis la moarte aproape 1000 de vrăjitoare, între care 19 preoți, mulți copii, și chiar unul dintre nepoți săi. Mai mult, s-a numărat între condamnați și un avocat, un administrator de oraș, soția unui primar, un student, trei canoni și paisprezece capelani, etc. Profesorul de drept penal de la Universitatea din Leipzig, care a fost extrem de mândru de faptul că a citit Biblia de 53 ori, a semnat circa douăzeci de mii de condamnări la moarte.
Vânatoare de vrăjitoare s-a extins și pe Insulele Britanice, unde inchiziția nu a fost în măsură să prindă rădăcini. În timpul lui Oliver Cromwell, Mattew Hopkins a fost cel mai notorios vânător de vrăjitoare.
Vânatoarea de vrăjitoare a ajuns și în Lumea Nouă. Procesele vrăjitoarelor din Salem sunt cele mai cunoscute. Prima învinuire s-a făcut la data de 1 martie 1692. Peste 150 de oameni au fost arestați și întemnițați, cu mult mai mulți acuzați care nu au fost urmăriți formal de autorități în multe orașe din zonă: Salem Village, Ipswich, Andover, ca și în orașul Salem. Ultimul proces a unei vrăjitoare a avut loc în primăvara anului 1693, dar mulți din persoanele întemnițate au fost eliberate abia în primăvara anului următor.
Decapitarea vrăjitoarelor era o practică frecventă în Europa secolelor 14 - 18.
Ultima persoană considerată vrăjitoare și decapitată în Europa a fost Annei Goeldi, executată în 1782, în Elveția.
La acel moment majoritatea statelor europene renunțaseră la executarea persoanelor acuzate de vrăjitorie.
În 27 august 2008, autoritățile din cantonul elvețian Glarus au hotârât să o reabiliteze pe Goeldi, adăugând că aceasta a fost victima unei „crime judiciare”.

## Figuri de vrăjitoare
- Baba Iaga, vrăjitoare din poveștile slavilor de est
- Ragana, din povești baltice

## În cultura populară

### Literatură
- W. Shakespeare: Macbeth
- J. W. von Goethe: Walpurgisnachtstraum din Faust. Der Tragödie erster Teil
- M. Bulgakow: Maestrul și Margareta